# Молочай приземистый
Молочай приземистый (лат. Euphorbia humifusa) — вид растений рода Молочай (Euphorbia) семейства Молочайные (Euphorbiaceae), распространённый от Молдавии и Крыма до Японии.

## Ботаническое описание
Однолетние травянистые растения. Побеги стелющиеся, ветвистые, 4—15 (30) см длиной. Листья супротивные, продолговато-обратнояйцевидные или продолговато-эллиптические; прилистники шиловидные.
Циатии в пазухах листьев или на концах коротких пазушных веточек, с 4 узкоэллиптическими нектарниками с лепестковидными придатками. Плод — усеченно-яйцевидная коробочка. Семена продолговато-яйцевидные.

## Значение и применение
Растение ядовито. Скотом не поедается.

## Синонимы
- Anisophyllum humifusum (Willd.) Klotzsch & Garcke (1860)
- Chamaesyce humifusa (Willd.) Prokh. (1927)
- Chamaesyce humifusa var. glabra (Thell.) H.Hara (1935)
- Chamaesyce humifusa var. pilosa (Thell.) H.Hara (1935)
- Chamaesyce humifusa var. pseudochamaesyce (Fisch. & C.A.Mey.) Hurus. (1954)
- Chamaesyce humifusa f. glabra (Thell.) Hurus. (1954)
- Chamaesyce humifusa f. pilosa (Thell.) Hurus. (1954)
- Chamaesyce tashiroi (Hayata) H.Hara (1938)
- Euphorbia chamaesyce var. glabra C.A.Mey. (1833), nom. illeg.
- Euphorbia chamaesyce var. pilosa C.A.Mey. (1833), nom. illeg.
- Euphorbia confusa Blume ex Boiss. (1862)
- Euphorbia goeringii Steud. ex Boiss. (1862)
- Euphorbia humifusa var. glabra Thell. (1917)
- Euphorbia humifusa var. pilosa Thell. (1917)
- Euphorbia humifusa var. pseudochamaesyce (Fisch. & C.A.Mey.) Murata (1962)
- Euphorbia humifusa f. glabra (Thell.) Murata (1962)
- Euphorbia humifusa f. pilosa (Thell.) S.Z.Liou (1988)
- Euphorbia polygonisperma Gren. & Godr. (1855)
- Euphorbia pseudochamaesyce Fisch. & C.A.Mey. (1843)
- Euphorbia pseudochamaesyce f. pilosa (Thell.) Kitag. (1979)
- Euphorbia tashiroi Hayata (1920)
- Tithymalus humifusus (Willd.) Bubani (1897)